# Helios (Musiker)
Helios ist ein Ambient-Musik-Projekt des US-amerikanischen Musikers Keith Kenniff. Beeinflusst von verschiedenen Genres wie Rock, Jazz und klassischen Elementen brachte er unter diesem Namen seit 2004 mehrere Studioalben heraus. Als Goldmund hat er auch „post-klassische“ Pianomusik veröffentlicht.
Mit der Veröffentlichung von der EP „Adorn“ (2010) und dem Album „Save Your Season“ (2011) begann Keith mit seiner Frau Hollie Kenniff das Projekt Mint Julep, welches sich hauptsächlich in den Genres „Dreampop“ & „Shoegaze“ bewegt.

## Diskografie

### Studioalben
- 2004: Unomia
- 2006: Eingya
- 2007: Ayres
- 2008: Caesura
- 2010: Unleft
- 2015: Yume
- 2018: Veriditas

### Live-DVDs
- 2010: Live In Snohomish
- 2010: Live At The Triple Door